# Albert Bank
Albert Bank (znana również pod nazwą Prince Albert I Bank) – ławica na Morzu Weddella o minimalnej głębokości 250 m, która odegrała kluczową rolę w stworzeniu pierwszych map przez organizację GEBCO w 1903 roku. Została nazwana przez dr Heinricha Hinze z Instytutu Badań Polarnych i Morskich im. Alfreda Wegenera w Bremerhaven na cześć Alberta I, księcia Monako i patrona Francuskiej Ekspedycji Antarktycznej w latach 1908–1910. Nazwa została zatwierdzona przez organizację Advisory Committee for Undersea Features w czerwcu 1997 roku.